# Хмелёвая Поляна
Хмелёвая Поля́на — деревня в Дальнеконстантиновском районе Нижегородской области. Входит в состав Богоявленского сельсовета

## География
Деревня находится на расстоянии приблизительно 8 км (по прямой) к северо-западу от поселка городского типа Дальнее Константиново, административного центра района.

### Часовой пояс
Деревня Хмелёвая Поляна, как и вся Нижегородская область, находится в часовой зоне МСК (московское время). Смещение применяемого времени относительно UTC составляет +3:00.

## История
Деревня впервые упоминается в 1859 году, когда в ней насчитывалось 85 дворов и проживало 534 жителя.

## Население
| 2002 | 2010 |
| ---- | ---- |
| 51   | ↗52  |

### Национальный состав
Согласно результатам переписи 2002 года, в национальной структуре населения русские составляли 100 % от 51 чел.

## Инфраструктура
Личное подсобное хозяйство.

## Транспорт
С западной окраины проходит автомобильная дорога федерального значения Р158  «Нижний Новгород — Арзамас — Саранск — Исса — Пенза — Саратов».